# Henry Markham
Henry Harrison Markham (Wilmington, 16 novembre 1840 – Pasadena, 9 ottobre 1923) è stato un politico statunitense.
È stato il governatore della California dal gennaio 1891 al gennaio 1895. Rappresentante del Partito Repubblicano, è stato inoltre membro della Camera dei rappresentanti per la California dal 1885 al 1887.